# Sredna Arda
Sredna Arda je chráněná přírodní lokalita (specifická kategorie chráněných území v Bulharsku, nazvaná защитена местност) v Kardžalijské oblasti v jižním Bulharsku. Chráněná lokalita je součástí katastrálního území Zvezdelina a Visoko Polje v obštině Kardžali. Ochrana území o rozloze 420 ha byla vyhlášena 24. července 2000. Chráněná lokalita je ve správě Regionální inspekce životního prostředí (Регионалнa инспекция по околната среда и водите (РИОСВ)) se sídlem v Chaskovu. 

## Geografie
Chráněná přírodní lokalita v nadmořské výšce zhruba od 300 do 480 metrů je součástí nevysokého skalního hřebene, tvořeného vulkanickými horninami, který se nachází asi 8 km východně od města Kardžali na levém břehu přehradní nádrže Studen Kladenec poblíž ústí Perpereku do řeky Ardy. Z geomorfologického hlediska tato oblast náleží do Východních Rodop. Na protilehlém břehu řeky Perperek se nachází další chráněná přírodní lokalita, skalní hřeben Jumruk kaja s pozůstatky stejnojmenné pevnosti. Po okraji chráněného území mezi skalními stěnami a břehem přehrady vede jednokolejná železniční trať z Dimitrovgradu do Kardžali.

## Předmět ochrany
Lokalita je chráněna jednak jako geologicky a geomorfologicky cenné území, typické pro oblast Východních Rodop, jednak jako místo, kde se vyskytují vzácné a chráněné druhy živočichů a rostlin. Na skalní stěně nad tratí poblíž železniční zastávky je celá řada vytesaných výklenků, jejichž původ není přesně vysvětlen. 

### Fauna
Vysoké skalní stěny s jeskyněmi jsou obývány vzácnými druhy ptactva a také koloniemi netopýrů, čítajících 10 000 až 12 000 jedinců. Pokud jde o netopýry, lze například jmenovat velké druhy, jako je létavec stěhovavý nebo netopýr velký. Z druhů ptáků, zapsaných na Červeném seznamu UICN, zde žije například čáp černý nebo skalník modrý (Monticola solitarius), dále se zde vyskytuje ostříž lesní, sup mrchožravý, jestřáb lesní, sup bělohlavý, ťuhýk běločelý, bělořit okrový, trakijská orebice (Alectoris chukar), strnad černohlavý, některé druhy pěnic a další ptáci.

### Flóra
Na suchém a skalnatém podloží kromě menších stromů a keřů lze nalézt i různé druhy vzácných rostlin, mezi nimiž je i několik endemitů, jako je například místní druh netřesku nebo balkánský endemit haberlea rodopská.

## Dostupnost
Skalnatý terén chráněného území je velmi členitý a obtížně přístupný. Přístup je povolen pouze po vymezených stezkách, na chráněné lokalitě platí přísný zákaz bivakování, lovu či jakýchkoli sportovních aktivit, jako je horolezectví nebo závěsné létání. Do blízkosti lokality nevede žádná cesta, veřejnou dopravou je možný přístup pouze vlakem na zastávku Sredna Arda.

## Galerie

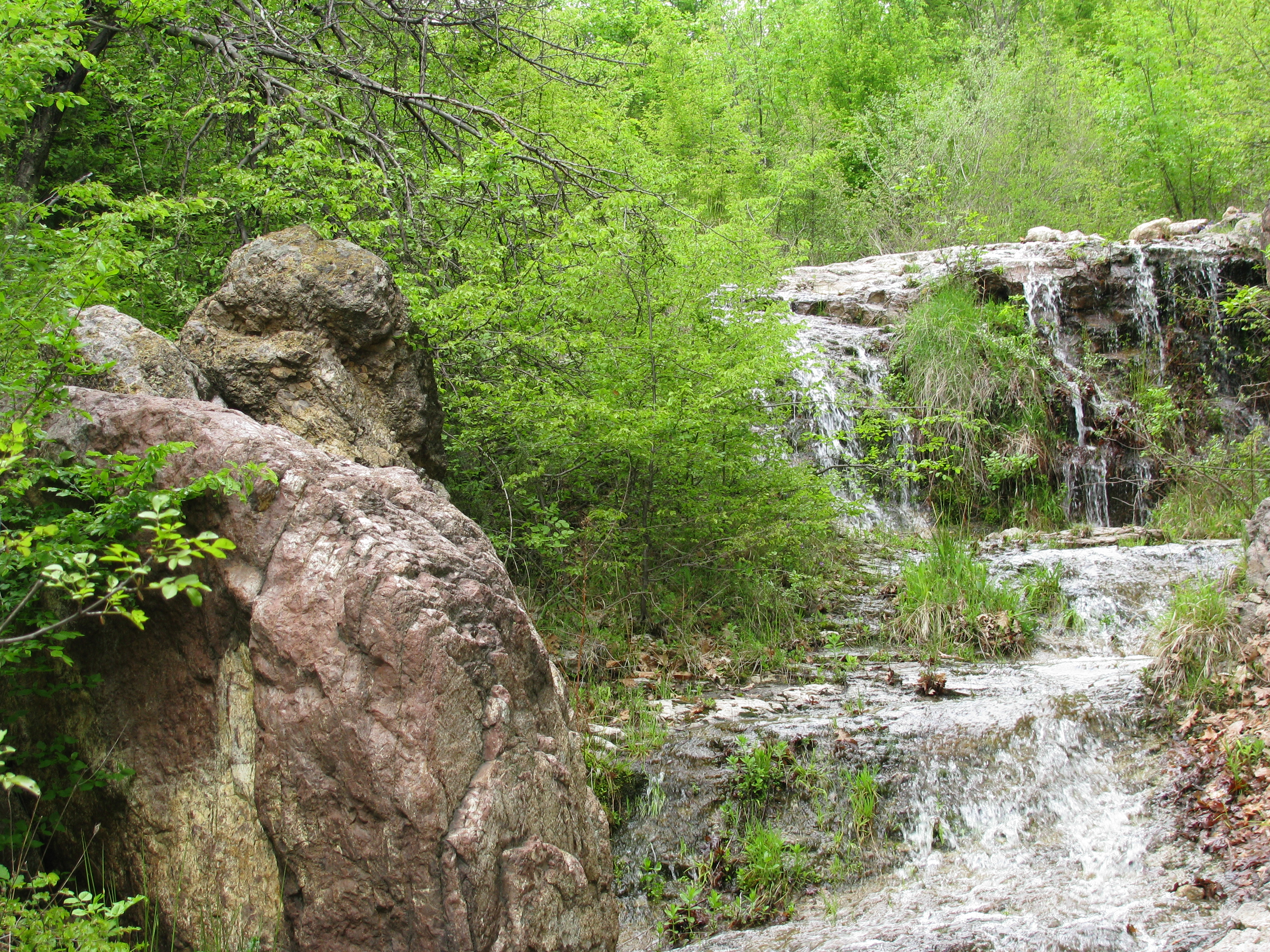
Malý vodopád
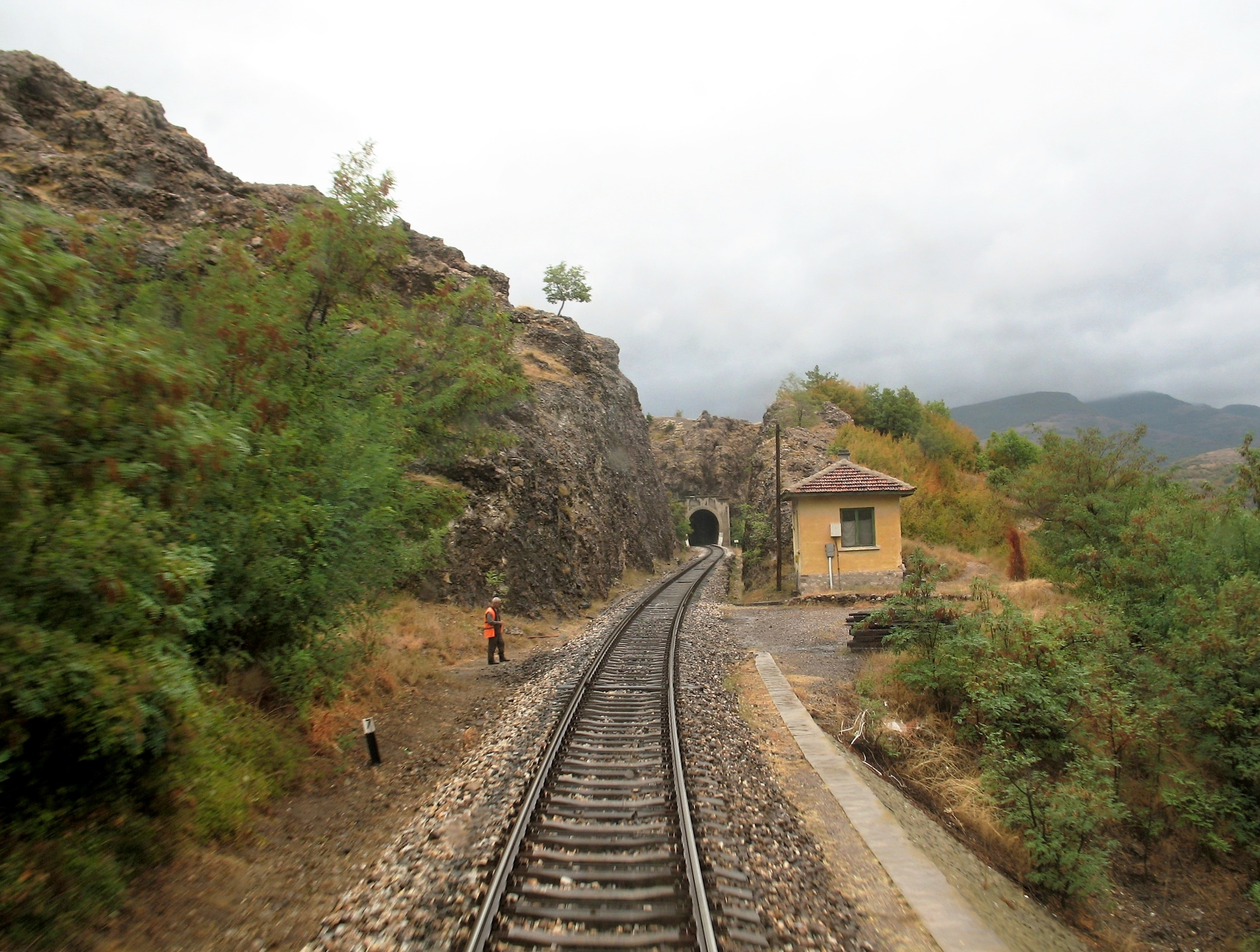
Trať u chráněné lokality
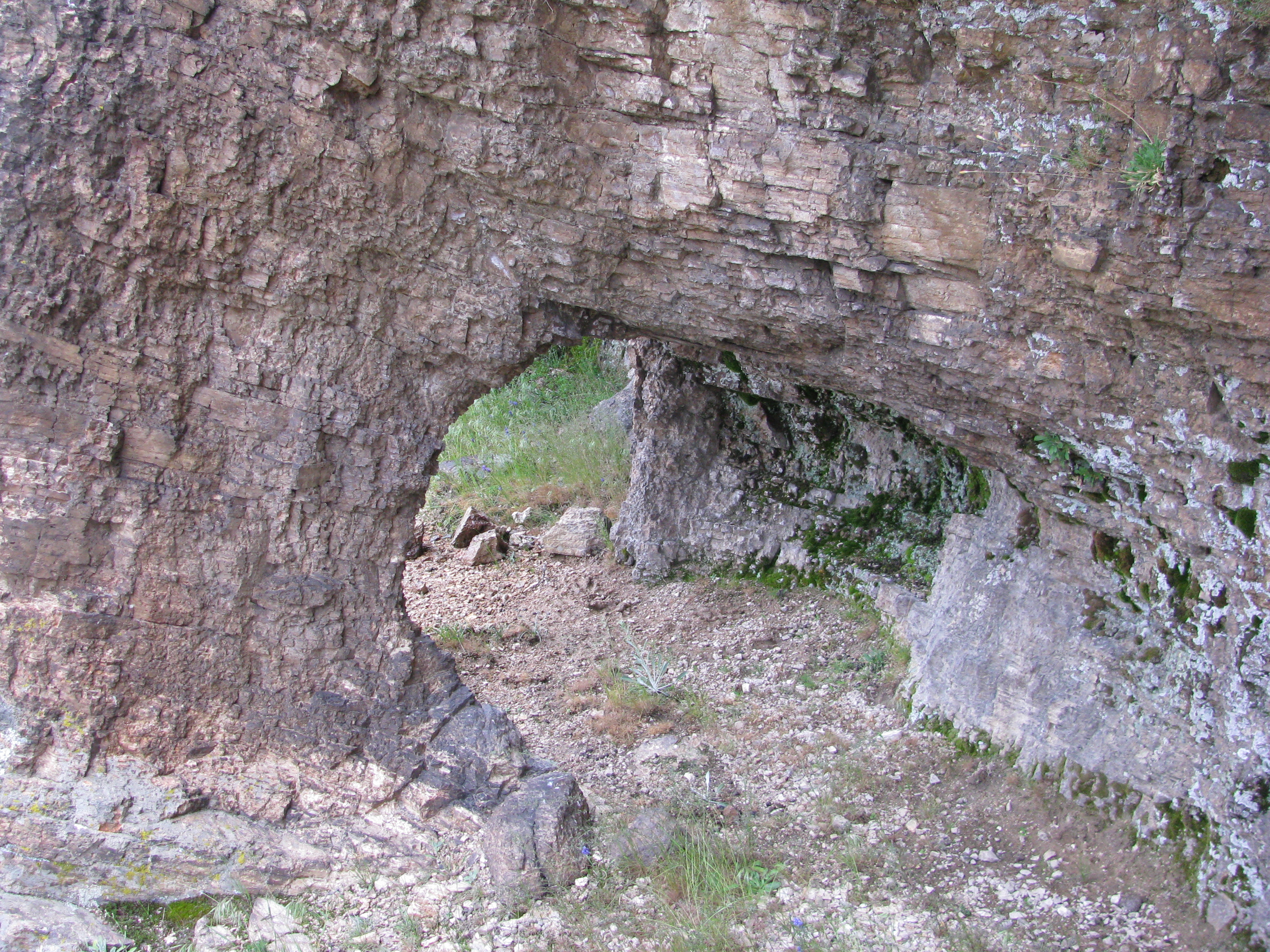
Tunel v sopečné hornině
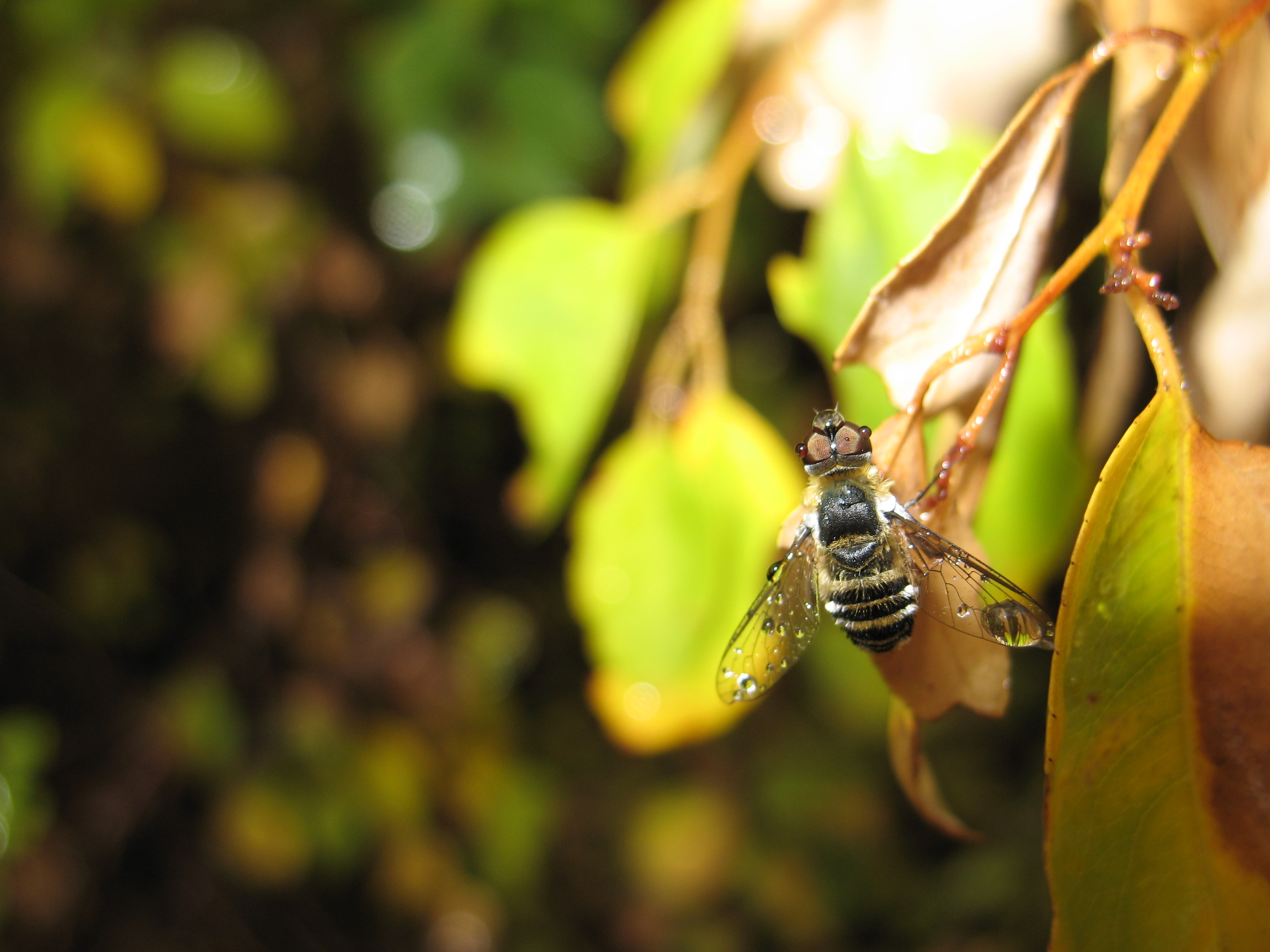
Hmyz
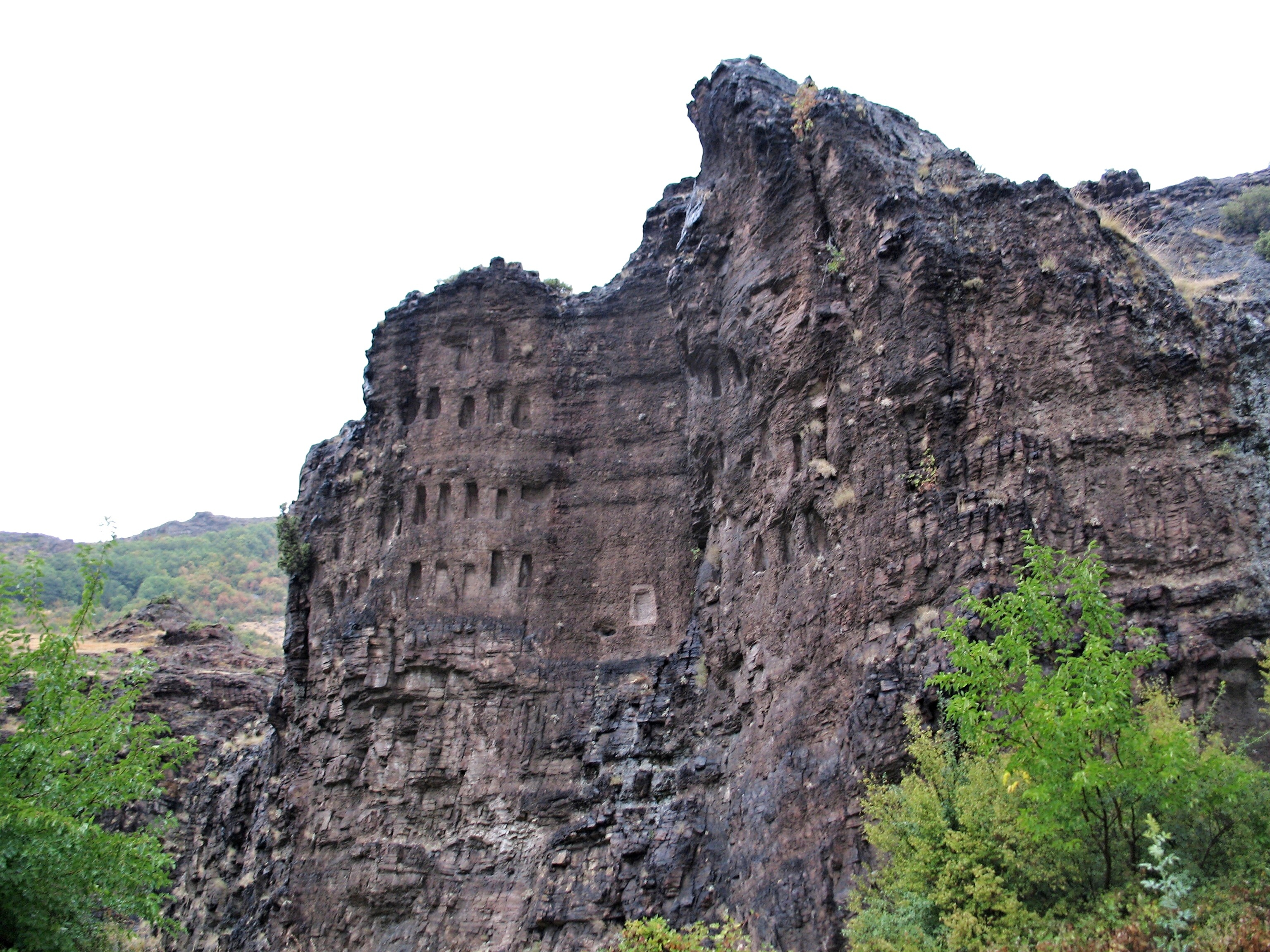
Skalní stěna s výklenky
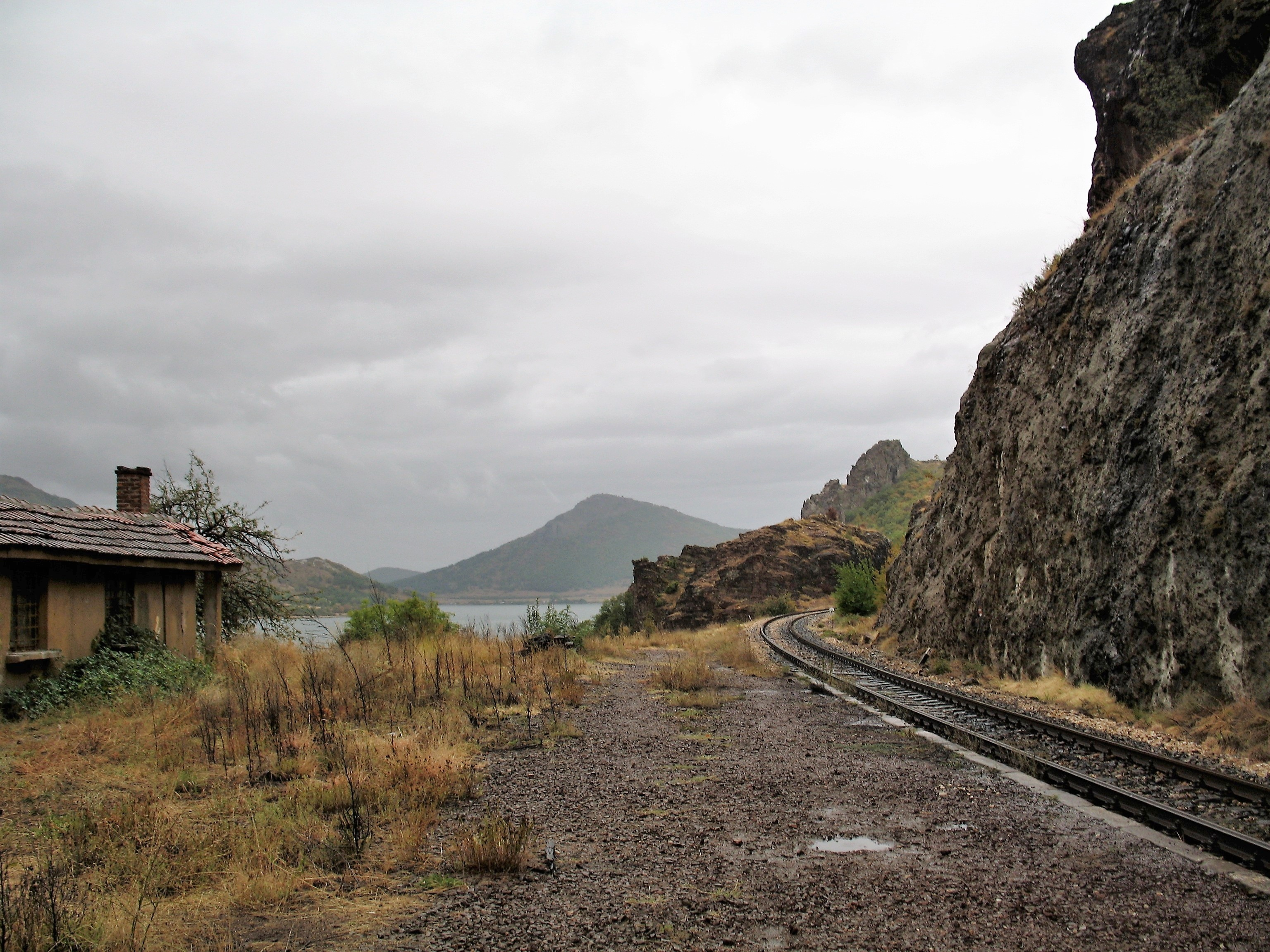
Skály u železniční tratě